# Arhimedov zakon
Arhimédov zákon govori o hidrostatičnem vzgonu:
Vzgon je enak teži izpodrinjene tekočine.
Teža telesa, potopljenega v mirujočo tekočino, je navidezno manjša za težo izpodrinjene kapljevine ali plina.

## Odkritje Arhimedovega zakona
Po zgodbi, ki jo je poznejšim rodovom ohranil rimski arhitekt Vitruvij, naj bi Arhimed do svojega odkritja prišel takole: sirakuški kralj Hieron II. naj bi Arhimeda vprašal, če lahko ugotovi, ali je njegova krona iz čistega zlata, ali pa vsebuje primesi drugih manj žlahtnih prvin. Pri tem je seveda krona morala ostati nepoškodovana.
Do rešitve se je Arhimed dokopal med kopanjem v banji. Iz do roba napolnjene banje je izteklo nekaj vode, ko se je vanjo ulegel Arhimed. Arhimed je doumel, da je izteklo natanko toliko vode, kolikor je prostornina njegovega telesa. Navdušen nad svojim odkritjem je menda gol tekel po ulicah Sirakuz in vzklikal »Heureka!« (»Našel sem!«).
Problem, ki mu ga je zastavil kralj, je rešil tako, da je v posodo z vodo potopil krono, nato pa še kos zlata, ki so tehtale natanko enako kot krona. Če bi bila krona iz čistega zlata, bi morala izpodriniti natanko enako vode kot kos zlata. Ker je izpodrinila več vode, je Arhimed dokazal, da je morala biti iz manj žlahtne snovi z manjšo gostoto.